# Празький саміт НАТО 2002
Пра́зький са́міт НА́ТО 2002 ро́ку, або 16-й саміт НАТО — саміт НАТО, що пройшов 21-22 листопада 2002 року у столиці Чехії Празі.
Саміт Північноатлантичного альянсу 2002 року у Празі став першим самітом НАТО, що пройшов у країні-колишньому членові іншого військового союзу, Організації Варшавського договору (ОВД), та, одночасно, першим самітом альянсу, що пройшов після терористичного нападу на США 11 вересня 2001 року.
Крім того, у Празі відбулась зустріч Ради НАТО-Росія та Комісії НАТО-Україна (КУН, англ. NATO-Ukraine Commission) на рівні міністрів закордонних справ і Ради євроатлантичного партнерства (РЄАП, англ. Euro-Atlantic Partnership Council, фр. Conseil de partenariat euro-atlantique).

## Результати саміту
Під час саміту Північноатлантичного альянсу у Празі 21 листопада 2002 року країни-члени НАТО прийняли «Декларацію Празького саміту", в якій містяться основні положення саміту:
- запрошення для сімох країн: Болгарії, Естонії, Латвії, Литви, Румунії, Словаччини та Словенії приєднатися до альянсу. Підписання Протоколів про вступ цих країн у Північноатлантичного альянс до кінця березня 2003 року з їх вступом до НАТО не пізніше наступного саміту у травні 2004 року[1];
- підтвердження принципу «відкритих дверей» НАТО для «демократичних європейських країн, які прагнуть та здатні перебрати на себе відповідальність та обов'язки, що випливають із членства в альянсі відповідно до статті 10 Вашингтонського договору»[1];
- запевнення перспективи членства у Північноатлантичному альянсі Албанії, Хорватії і Македонії[1];
- започаткування «Індивідуального плану партнерства з НАТО» (англ. Individual Partnership Action Plan, IPAP)[2];
- створення Сил швидкого реагування НАТО (англ. NATO Response Force, NRF) з досягненням ними повної оперативної готовності в термін до жовтня 2006 року[1];
- реформа військового командування НАТО[1];
- прийняття Празької декларації про наміри в галузі військових зобов'язань (англ. Prague Capabilities Commitment, PCC) з метою покращення здатності захисту від нападу хімічної, біологічної, радіологічної та ядерної зброї[1];
- прийняття військової концепції захисту від тероризму[1];
- зміцнення здатності Північноатлантичного альянсу щодо захисту від кібератак[1];
- прийняття рішення про створення спільної протиракетної  оборони  країн-членів НАТО проти «потенційного застосування ракет проти територій держав-членів Альянсу»[1];
- рішення про підтримку країнами-членами НАТО міжнародної коаліційної місії зі сприяння безпеці (англ. International Security Assistance Force, ISAF) в Ісламській Республіці Афганістан[1].

Держави-члени Північноатлантичного альянсу також прийняли «Заяву щодо Іраку», в котрій висловилися на підтримку резолюції № 1441 Ради Безпеки ООН (яка дала Іраку 30 днів на остаточне виконання попередніх резолюцій ООН, зокрема, представлення доказів щодо знищення запасів зброї масового ураження і допущення інспекторів ООН до всіх об'єктів на території Іраку), і закликали Ірак до «негайного і беззастережного прийняття цієї резолюції і всіх попередніх резолюцій Ради Безпеки ООН».
 Див. також: Друга війна у Перській затоці
Під час свого засідання Рада євроатлантичного партнерства прийняла «План дій партнерства по боротьбі з тероризмом».

### Празький саміт НАТО та Україна
У «Декларації Празького саміту» пункт 9 присвячено виключно відносинам з Україною. У ньому, зокрема, сказано:

| Ми залишаємося відданими розвитку міцних відносин між Україною та НАТО відповідно до положень Хартії про Особливе партнерство. Ми взяли до уваги прагнення України слідувати курсом цілковитої євроатлантичної інтеграції та закликаємо Україну втілювати усі необхідні для цього реформи, щоб досягти цієї мети, це, зокрема, стосується вдосконалення системи контролю над експортом. Новий План дій, який ми укладемо з Україною, є важливим кроком у цьому напрямі; у документі визначені політичні, економічні, військові та інші галузіи реформ, у яких Україна зобов'язується просуватися вперед і у яких НАТО продовжуватиме надати підтримку. Щоб гарантувати стабільний прогрес щодо поглиблення та зміцнення наших відносин, Україна має довести непохитну відданість цінностям, які поділяються країнами євроатлантичної спільноти.[1] |
У рамках саміту під час засідання Комісії НАТО-Україна прийнято «План дій НАТО-Україна», в якому, зокрема, сказано:

| Метою цього Плану дій є чітке визначення стратегічних цілей і пріоритетів України для досягнення її мети в напрямку повної інтеграції у євроатлантичні структури безпеки і для створення стратегічних рамок для існуючого і майбутнього співробітництва Україна-НАТО відповідно до Хартії.[6][7] |
Крім «Плану дій НАТО-Україна» на засіданні Комісії НАТО-Україна також прийнято «Цільовий план Україна-НАТО (ЦП) на 2003 рік». Обидва плани ухвалені на рівні міністрів закордонних справ.